# Show Business
Show Business es el sexto álbum de estudio de la banda de glam metal estadounidense Kix, publicado en 1995 por el sello CMC International.

## Lista de canciones
1. "Ball Baby" (Halligan Jr./Martin Briley[2]/Purnell) - 4:46
2. "9-1-1" (Purnell/Palumbo) - 4:38
3. "Fireballs" (Halligan Jr./Purnell) - 4:08
4. "Baby Time Bomb" (Purnell/Rhodes) - 4:22
5. "Book to Hypnotize" (Purnell) - 4:07
6. "Put My Money Where Your Mouth Is" (Purnell/Whiteman) - 5:21
7. "She Loves Me Not" (Purnell/Halligan Jr.) - 7:23
8. "Fireboy" (Purnell/Palumbo) - 3:23
9. "I'm Bombed" (Purnell/Palumbo) - 5:07
10. "If You Run Around" (Purnell) - 4:23

## Créditos

### Kix
- Steve Whiteman – voz, armónica, saxofón
- Ronnie "10/10" Younkins – guitarras
- Brian "Damage" Forsythe – guitarras
- Donnie Purnell – bajo, teclados
- Jimmy "Chocolate" Chalfant – batería